# ナルミヤ・インターナショナル
株式会社ナルミヤ・インターナショナル (英: NARUMIYA INTERNATIONAL Co.,Ltd.) は、子供向けアパレル事業を行う株式会社である。東京都港区に本社を置いている。ワールドの子会社。

## 概説
従来の子供服と成人洋服の中間に位置する「小学中高学年向けジュニア市場」は、児童の成長期にあたり頻繁な買い替え需要から低廉価格帯が主流で高付加商品が希薄であるとされた。そこへ同市場へ向けて多彩でポップなデザインをエンジェルブルーなどでブランディングし、SPEEDやモーニング娘。など人気タレントへ積極的に提供しマスメディアで大量露出を図り、母子共に訴求して人気を博して売上の急激な拡大が同市場の注目を集めた。
ブランドを冠したジュニアシティーオフィシャルパソコンをバンダイが企画、ソーテックが製造して2005年1月11日に発売している。

## 沿革
- 1904年 - 呉服問屋として広島県広島市鉄砲町（現・広島市中区鉄砲町）で創業する。
- 1952年 - 成宮織物株式会社を設立して法人化する。
- 1968年 - 婦人アパレル市場へ参入する。
- 1979年 - 成宮織物株式会社から株式会社ナルミヤへ商号変更し、東京都港区北青山三丁目に東京本社を置く。
- 1991年8月 - 株式会社ナルミヤは、全額出資で株式会社ナルミヤ・インターナショナル（初代）とナルミヤ株式会社の2社を設立してアパレル事業部と呉服事業部を営業譲渡して分社し、ナルミナエンタープライズ株式会社へ商号変更する。
- 1995年 - 香港に海外第一号店を出店する。株式会社エヌ・アイ・コーポレーションを設立して株式会社ナルミヤ・インターナショナル（初代）の営業を譲渡し、株式会社エヌ・アイ・コーポレーションが株式会社ナルミヤ・インターナショナル（2代）へ商号変更する。
- 2005年3月9日 - ジャスダックに株式を上場する。
- 2007年 - SBIキャピタル株式会社傘下のファンドが株式公開買付けにより過半数の株式を取得。同社傘下となる。
- 2008年3月14日 - 専務取締役の岩本一仁が、成宮家以外から初めて代表取締役社長に就任する。
- 2010年
  - 3月26日 - 上場を廃止する。
  - 6月 - SBIキャピタル株式会社傘下のファンドの完全子会社となる。
- 2016年
  - 6月 - 日本産業パートナーズ株式会社がエヌジェイホールディングス株式会社及びエヌジェイホールディングス2株式会社を設立する。
  - 7月 - 全株式が、SBIキャピタル傘下のファンドからエヌジェイホールディングス2株式会社へ譲渡される。
  - 10月 - エヌジェイホールディングス2株式会社が、株式会社ナルミヤ・インターナショナル（2代）を吸収合併し、株式会社ナルミヤ・インターナショナル（3代）へ商号変更する。
- 2018年
  - 3月 - エヌジェイホールディングス株式会社が、株式会社ナルミヤ・インターナショナル（3代）を吸収合併し、株式会社ナルミヤ・インターナショナル（4代）へ商号変更する。
  - 9月6日 - 東京証券取引所第二部に株式を上場する。
- 2019年9月6日 - 東京証券取引所第一部に昇格する。
- 2020年12月 - 写真スタジオの運営を行う株式会社LOVSTの全株式を取得し子会社化。
- 2022年2月 - 株式会社ワールドが株式公開買付けにて、議決権所有割合ベースで51.59%の株式を取得し、連結子会社化[3][4]。

## 展開ブランド
2024年現在、ナルミヤ・インターナショナルの公式ホームページに掲載されている展開ブランドは以下の通り。

### 新生児・ベビー・キッズ向け
- Petit main（プティマイン）
- and D.（アンドディー. プティマイン）
- Lycee mine.（リセマイン）
- minimal（ミニマル）
- Kate Spade New York（ケイト・スペード　ニューヨーク　キッズ）
- ANNA SUI MINI[6]
- Paul Smith JUNIOR（ポール・スミス ジュニア）
- mezzo piano（メゾピアノ）
- X-girl Stages（エックスガール　ステージス）
- XLARGE kids（エクストララージ キッズ）
- Kladscap（クレードスコープ）
- ....SENCE OF WONDER....（センス オブ ワンダー）
- Baby cheer（ベイビーチアー）
- Sophie la girafe（キリンのソフィー）
- Pupil House（ピューピルハウス）
- by LOVEiT (バイ ラビット)
- b.Room（ビールーム）
- TOYウェア（TOYウェア）

### ジュニア向け
＜＞内はメインキャラクター
- Jack Bunny!!（ジャックバニー）
- Paul Smith JUNIOR（ポール・スミス ジュニア）
- Lovetoxic（ラブトキシック）
- mezzo piano junior（メゾピアノジュニア）＜ベリエ＞
- pom ponette junior（ポンポネット ジュニア）＜ミント＞
- by LOVEiT (バイ ラビット)
- pom ponette AMI（ポンポネット アミ）
- GLAZOS（グラソス）

### 一般向け
- Petit main LIEN（プティマイン リアン）

### 過去に展開していたブランド

#### ジュニア向け
- ANGEL BLUE（エンジェルブルー）＜ナカムラ＞
- DAISY LOVERS（デイジーラヴァーズ）＜ルッキー＞
- Lindsay（リンジィ）
- BLUE CROSS GIRLS（ブルークロスガールズ）＜チビゾー＞
- BLUE CROSS -964-（ブルークロス）＜ハック・946＞

#### 子供・幼児向け
- MINI-K（ミニケー）
- ANGEL BLUE kids (エンジェルブルーキッズ)
- DAISY LOVERS paradise kids（デイジーラヴァーズパラダイスキッズ）
- BLUE CROSS KIDS（ブルークロスキッズ）
- Love & Peace & Money Clothings（ラブ&ピース&マネー）

#### 一般向け
- Jusqu'a（ジュスカ）
- Pink Papillon

## 過去に展開していたコラボレーション店舗
カッコ内は協業先企業。
- レインボーパーク （学研トイホビー、ビーエスエス、サカモト）
- フラワーガーデン（ワコール）
- Shoe Cream Bar（神戸レザークロス）[7]
- コスメティックパーラー（バンダイ）[8]